# 鎮談 (加利福尼亞州)
鎮談（英語：Town Talk）是位於美國加利福尼亞州內華達縣的一個非建制地區,是历史悠久的矿业社区。該地的面積和人口皆未知。

## 地理
鎮談的座標為39°14′36″N 121°01′51″W / 39.24333°N 121.03083°W，而該地的平均海拔高度為846米（即2776英尺）。